# Ignacio Chávez López

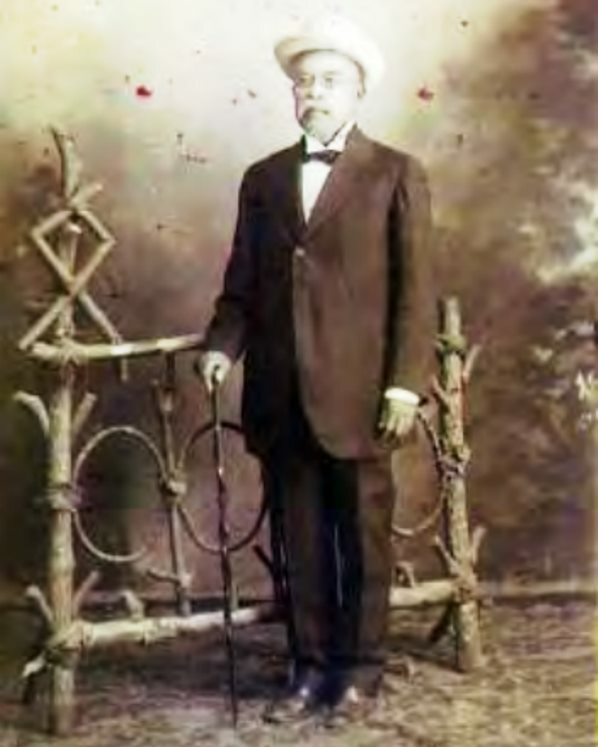
Ignacio Chávez López

Ignacio Chávez López (* in Jinotepe, Nicaragua; † unbekannt) war ein nicaraguanischer Politiker und 1891 Präsident des Landes.
| Vorgänger      | Amt                                                 | Nachfolger     |
| -------------- | --------------------------------------------------- | -------------- |
| Roberto Sacasa | Präsident von Nicaragua 1. Januar 1891–1. März 1891 | Roberto Sacasa |

| Personendaten    | Personendaten                                            |
| ---------------- | -------------------------------------------------------- |
| NAME             | Chávez López, Ignacio                                    |
| KURZBESCHREIBUNG | nicaraguanischer Politiker und 1891 Präsident des Landes |
| GEBURTSDATUM     | 19. Jahrhundert                                          |
| GEBURTSORT       | Jinotepe, Nicaragua                                      |
| STERBEDATUM      | nach 1. März 1891                                        |